# Бекфорди
Бекфорди (Nannostomus beckfordi) е вид сладководна риба от семейство Lebiasinidae.

## Разпространение и местообитание
Видът е разпространен широко в Бразилия, Гвиана, Френска Гвиана и Суринам. Обитава блата и бавно движещи се води с температура около 24-26 °C.

## Описание
Мъжките видове достигат на дължина до 6,5 cm.

## Хранене
Хранят се с червеи, ракообразни и насекоми.